# Crkva sv. Katarine u Jajcu
Crkva sv. Katarine bila je rimokatolička crkva u Jajcu.
Prema fra Josipu Markušiću, građevina je nekad bila hram Crkve bosanske. Taj je hram napušten poslije progona shizmatika i tad ga je kraljica Katarina preuredila u gradsku crkvu posvećenu ovoj svetici. U prilog tezi o shizmatičkom hramu je predaja u narodu predaja da je tu nekada bila „Šarena crkva“, koja se pripisuje hramu crkve bosanske.
Druga je teza da ju je dala sagraditi kraljica Katarina. I drugdje je od svog miraza gradila crkve po Bosni, poput Presvetog Trojstva u Vrilima kod Kupresa, franjevačkog samostana i crkve Svete Kate u Kreševu i kod Fojnice u Kozogradu kapelu. Ovu je crkvu sagradila u četvrtom ili petom desetljeću 15. stoljeća.  
Fra Antun Knežević, jajački kroničar iz 19. stoljeća fra Antun Knežević u svojoj je Povjesnici stare jajačke crkve nabraja uz bilješku da je „Brez sumnje ona koja je bila spojena sa samostanom fratarskim, a to je Crkva sv. Katarine Divice i Mučenice…U vrime kralja Tomaševića, Jajce je bilo kako glavno mjesto Kraljevine i glavno mjesto franjevacah bosanskih, zvato ‘Vikarija’  …glavno mjesto ‘Kustodije’.“
1458. je kraljica Katarina pisala u Rim moleći Svetu Stolicu za svoju crkvu sv. Katarine, uz koju je i franjevački samostan i „domus vicarie“, sjedište franjevačke vikarije. Bula pape Pija II. od 13. prosinca 1458. poimence spominje crkvu sv. Katarine u Jajcu i izričito tvrdi da ju je te godine sagradila Katarina Kotromanić, žena bosanskoga kralja Stjepana Tomaša.
Crkva je pripala franjevcima oporukom kraljice Katarine. Datirana je na 20. listopada 1478. Njome želi da se „svete moći predaju franjevačkoj crkvi sv. Katarine u Jajcu“. Papina bula i oporuka bosanske kraljice potvrđuje da su postojale obje crkve postojale i da su bile katoličke.  Osmanskim osvajanjima crkva je porušena. Na temeljima ove crkve podignuta je džamija.
Dana 13. prosinca 1458. papa Pio II. je, na zamolbu bosanske kraljice Katarine, podijelio oprost svim kršćanima koji na Božić, Uskrs, Malu Gospu, Veliku Gospu, te blagdane sv. Tome Apostola, sv. Jeronima, sv. Marije Magdalene i sv. Katarine pohode crkvu sv. Katarine u gradu Jajcu.

### Članci
- Vukšić, Tomo. 2003. Papa Pio II. (1458.-1464.) i kralj Tomaš (1443.-1461.). Vrhbosnensia. Univerzitet u Sarajevu – Katolički bogoslovni fakultet. Sarajevo. 7 (2): 371–407